# Euniphysa jeffreysii
Euniphysa jeffreysii är en ringmaskart som först beskrevs av McIntosh 1903.  Euniphysa jeffreysii ingår i släktet Euniphysa och familjen Eunicidae. Inga underarter finns listade i Catalogue of Life.